# تلمبه عشایری مرادعلی دادی و شرکای
تلمبه عشایری مرادعلی دادی و شرکای، روستایی در دهستان نخلستان بخش مرکزی شهرستان کهنوج در استان کرمان ایران است.

## جمعیت
بر پایه سرشماری عمومی نفوس و مسکن در سال ۱۳۹۵، جمعیت این روستا برابر با ۱۳ نفر (۵ خانوار) بوده‌است.